# Stephen Train
Stephen Train, född den 23 februari 1962 i Sunderland, Storbritannien, är en brittisk kanotist.
Han tog bland annat VM-silver i C-2 10000 meter i samband med sprintvärldsmästerskapen i kanotsport 1993 i Köpenhamn.